# Asian 5 Nations 2009
El Asian 5 Nations de 2009 fue la 22.ª edición del principal torneo asiático de rugby.

## Equipos participantes
- Selección de rugby de Corea del Sur
- Selección de rugby de Hong Kong (Dragones)
- Selección de rugby de Japón (Brave Blossoms)
- Selección de rugby de Kazajistán
- Selección de rugby de Singapur

## Posiciones
| Pos. | Equipo        | Encuentros | Encuentros | Encuentros | Encuentros | Tantos  | Tantos    | Tantos     | Puntos Bonus | Puntos Totales |
| Pos. | Equipo        | jugados    | ganados    | empatados  | perdidos   | a favor | en contra | diferencia | Puntos Bonus | Puntos Totales |
| ---- | ------------- | ---------- | ---------- | ---------- | ---------- | ------- | --------- | ---------- | ------------ | -------------- |
| 1    | Japón         | 4          | 4          | 0          | 0          | 271     | 40        | + 231      | 4            | 24             |
| 2    | Kazajistán    | 4          | 3          | 0          | 1          | 87      | 139       | - 52       | 0            | 15             |
| 3    | Corea del Sur | 4          | 2          | 0          | 2          | 137     | 144       | - 7        | 3            | 13             |
| 4    | Hong Kong     | 4          | 1          | 0          | 3          | 110     | 126       | - 16       | 3            | 8              |
| 5    | Singapur      | 4          | 0          | 0          | 4          | 40      | 196       | - 156      | 1            | 1              |

Nota: Se otorgan 5 puntos al equipo que gane un partido, 3 al que empate y 0 al que pierda
Puntos Bonus: 1 punto por convertir 4 tries o más en un partido y 1 al equipo que pierda por no más de 7 tantos de diferencia

## Resultados

### Primera fecha
| 25 de abril | Corea del Sur | 65 - 0 | Singapur |  |  |

| 25 de abril | Japón | 87 - 10 | Kazajistán |  |  |

### Segunda fecha
| 2 de mayo | Hong Kong | 6 - 59 | Japón |  |  |

| 2 de mayo | Kazajistán | 30 - 27 | Corea del Sur |  |  |

### Tercera fecha
| 9 de mayo | Singapur | 19 - 22 | Kazajistán |  |  |

| 9 de mayo | Corea del Sur | 36 - 34 | Hong Kong |  |  |

### Cuarta fecha
| 16 de mayo | Japón | 80 - 9 | Corea del Sur |  |  |

| 16 de mayo | Hong Kong | 64 - 6 | Singapur |  |  |

### Quinta fecha
| 23 de mayo | Singapur | 15 - 45 | Japón |  |  |

| 24 de mayo | Kazajistán | 25 - 6 | Hong Kong |  |  |

| Bandera de Japón      |
| Campeón Japón         |
| Décimo séptimo título |